# 佐藤成之
佐藤 成之（さとう なるゆき、1965年 - ）は、日本の俳人。

## 経歴[1]
1965年、宮城県仙台市出身。
1990年、第20回全国学生俳句大会大学生の部大賞受賞。
1998年、俳誌「小熊座」に投句開始、翌99年より同人。
2000年、第5回小熊座賞受賞。
2003年、第1回芝不器男俳句新人賞齋藤愼爾奨励賞受賞。
2010年、セレクション俳人プラス『超新撰21』入集。
2012年、第2回攝津幸彦記念賞佳作受賞。